# Nart (województwo podlaskie)
Nart – kolonia w Polsce położona w województwie podlaskim, w powiecie łomżyńskim, w gminie Wizna.
W latach 1921–1939 wieś leżała w województwie białostockim, w powiecie łomżyńskim, w gminie Bożejewo.
W latach 1975–1998 miejscowość należała administracyjnie do województwa łomżyńskiego.